# Condado de Starachowice
Condado de Starachowice (em polonês: powiat starachowicki) é um powiat (condado) da Polônia, na voivodia de Santa Cruz. A sede do condado é a cidade de Starachowice. Estende-se por uma área de 523,27 km², com 94 395 habitantes, segundo o censo de 2006, com uma densidade de 180,39 hab/km².

## Divisões admistrativas
O condado possui:
Comuna urbana: Starachowice
Comuna urbana-rural: Wąchock
Comunas rurais: Brody, Mirzec, Pawłów
Cidades: Starachowice, Wąchock

## Demografia
População (dados de 30 de Junho de 2006):
|          | Total   | Total | Mulheres | Mulheres | Homens  | Homens |
| -------- | ------- | ----- | -------- | -------- | ------- | ------ |
|          | pessoas | %     | pessoas  | %        | pessoas | %      |
| Total    | 94 395  | 100   | 48 675   | 51,6     | 45 720  | 48,4   |
| Cidades  | 55 852  | 100   | 29 251   | 52,4     | 26 601  | 47,6   |
| Povoados | 38 543  | 100   | 19 424   | 50,4     | 19 119  | 49,6   |